# Bute (Australië)
Bute is een plaats in de Australische deelstaat Zuid-Australië. Bute ligt langs de toeristische spoorweglijn van Kadina en Snowtown.